# Leon Jaworski
Leonidas „Leon” Jaworski (ur. 19 września 1905 w Waco, w Teksasie, zm. 9 grudnia 1982 w Wimberley, w Teksasie) – amerykański prawnik ze stanu Teksas, pochodzenia polskiego.

## Życiorys
Urodził się w teksańskim Waco. Był synem imigrantów z Polski (ojciec – Józef) i Austrii (matka – Marie z d. Mira). Miał brata – Hannibala.
Studiował prawo. Ukończył Baylor Law School, a następnie George Washington University Law School. W 1925 jako dwudziestolatek został najmłodszą osobą w historii przyjętą do teksańskiej palestry. Był współzałożycielem kancelarii Fulbright & Jaworski, która stała się jedną z największych firm prawniczych w Stanach Zjednoczonych. Był prezesem Izby Handlowej w Houston w 1960 roku i zasiadał w wielu radach korporacyjnych i obywatelskich.
W 1971 roku Jaworski otrzymał nagrodę Złotej Płyty Amerykańskiej Akademii Osiągnięć. 1 listopada 1973 został mianowany następcą zdymisjonowanego w masakrze sobotniej nocy prokuratora specjalnego ds. afery Watergate. Prowadzone przez niego dochodzenie zaowocowało m.in. wydaniem taśm z nagranymi rozmowami prezydenta Richarda Nixona i w rezultacie podjęciem próby postawienia go w stan oskarżenia. Nixon wolał jednak nie czekać na formalne oskarżenie i podał się do dymisji 9 sierpnia 1974.
Był przyjacielem prezydenta Lyndona B. Johnsona, ale nie zawsze popierał demokratów. Wspierał kampanie prezydenckie Nixona, Ronalda Reagana i George’a H.W. Busha (jako kandydata w wewnątrzpartyjnej kampanii republikanów w 1980).

### Małżeństwo
W 1931 roku poślubił Jeannette Adam, z którą miał troje dzieci.

## Publikacje książkowe
- After Fifteen Years (1961)
- The Right and the Power: The Prosecution of Watergate (1976)
- Confession and Avoidance: A Memoir (1979) – wspomnienia
- Crossroads (1981) – wspomnienia
- The Lawyer in Society (2007)